# 6843 Heremon
6843 Heremon (1975 TC6) là một tiểu hành tinh vành đai chính được phát hiện ngày 9 tháng 10 năm 1975 bởi Mulholland, J. D. ở McDonald.